# Senegalesischer Fußballpokal
Der Senegalesische Fußballpokal Coupe du Sénégal de football ist der wichtigste Pokalwettbewerb im senegalesischen Fußball. Er wurde 1961 erstmals ausgetragen. Der Sieger qualifiziert sich für den nationalen Supercup und den CAF Confederation Cup.

## Sieger nach Jahr
| Jahr | Sieger                | Ergebnis              | Finalist                   |
| ---- | --------------------- | --------------------- | -------------------------- |
| 1961 | Espoir de Saint-Louis |                       |                            |
| 1962 | ASC Jeanne d’Arc      | 6:1                   | Foyer de Casamance         |
| 1963 | US Rail               | 3:2                   | Olympique de Ngor          |
| 1964 | US Ouakam             | 1:0                   | Olympique Thiès            |
| 1965 | US Gorée              | 2:1                   | Olympique Thiès            |
| 1966 | AS Saint-Louisienne   |                       |                            |
| 1967 | Foyer France          | 2:1                   | US Gorée                   |
| 1968 | Foyer France          | 4:0                   | US Gorée                   |
| 1969 | ASC Jeanne d’Arc      |                       |                            |
| 1970 | ASC Diaraf            | 3:1                   | Almadies                   |
| 1971 | ASC Linguère          | 3:0                   | ASC Diaraf                 |
| 1972 | US Gorée              | 2:1                   | ASC Jeanne d’Arc           |
| 1973 | ASC Diaraf            | 2:0                   | ASC Jeanne d’Arc           |
| 1974 | ASC Jeanne d’Arc      | 2:1                   | ASFA Dakar                 |
| 1975 | ASC Diaraf            | 2:0                   | AS Police                  |
| 1976 | AS Police             | 3:1                   | ASC Diaraf                 |
| 1977 | Saltigues Rufisque    | 1:0                   | Dial Diop                  |
| 1978 | AS Police             | 3:0                   | US Gorée                   |
| 1979 | Casa Sports           | 2:0                   | ASC Diaraf                 |
| 1980 | ASC Jeanne d’Arc      | 1:1 1:0               | Casa Sport FC              |
| 1981 | AS Police             | 3:1                   | ASC Diaraf                 |
| 1982 | ASC Diaraf            | 2:1                   | AS Police                  |
| 1983 | ASC Diaraf            | 1:0                   | AS Police                  |
| 1984 | ASC Jeanne d’Arc      | 1:0 n. V.             | ASC Linguère               |
| 1985 | ASC Diaraf            | 1:0                   | ASEC Ndiambour             |
| 1986 | AS Douanes            | 1:0                   | ASC Jeanne d’Arc           |
| 1987 | ASC Jeanne d’Arc      | 1:0                   | SEIB                       |
| 1988 | ASC Linguère          | 1:0                   | Saltigues Rufisque         |
| 1989 | US Ouakam             | 1:0                   | ASFA Dakar                 |
| 1990 | ASC Linguère          | 1:0                   | ASC Port Autonome          |
| 1991 | ASC Diaraf            | 2:1                   | ASC Jeanne d’Arc           |
| 1992 | US Gorée              | 2:1                   | ASC Diaraf                 |
| 1993 | ASC Diaraf            | 2:0                   | ASC Linguère               |
| 1994 | ASC Diaraf            | 1:0                   | CSS Richard-Toll           |
| 1995 | ASC Diaraf            | 2:0                   | AS Douanes                 |
| 1996 | US Gorée              | 1:0                   | ASEC Ndiambour             |
| 1997 | AS Douanes            | 3:1                   | ASC Linguère               |
| 1998 | ASC Yeggo             | 1:0                   | US Gorée                   |
| 1999 | ASEC Ndiambour        | 1:1 n. V. (3:0 n. E.) | SONACOS                    |
| 2000 | ASC Port Autonome     | 4:0                   | ASC Saloum                 |
| 2001 | SONACOS               | 1:0 n. V.             | US Gorée                   |
| 2002 | AS Douanes            | 1:1 n. V. (4:1 n. E.) | SONACOS                    |
| 2003 | AS Douanes            | 1:0                   | ASC Thiès                  |
| 2004 | AS Douanes            | 2:1                   | ASC Diaraf                 |
| 2005 | AS Douanes            | 1:0                   | Dakar UC                   |
| 2006 | US Ouakam             | 1:0                   | ASC Médiour                |
| 2007 | ASC Linguère          | 1:0 n. V.             | AS Douanes                 |
| 2008 | ASC Diaraf            | 1:0                   | Stade Mbour                |
| 2009 | ASC Diaraf            | 1:0                   | AS Cambérène               |
| 2010 | Toure Kunda           | 0:0 (5:4 n. E.)       | US Gorée                   |
| 2011 | Casa-Sports           | 1:0                   | Toure Kunda                |
| 2012 | ASC HLM               | 0:0 (4:3 n. E.)       | Renaissance de Dakar       |
| 2013 | ASC Diaraf            | 1:1 (2:1 n. E.)       | Casa Sports                |
| 2014 | AS Pikine             | 2:1 n. V.             | Olympique de Ngor          |
| 2015 | Génération Foot       | 4:3 n. V.             | Casa Sports                |
| 2016 | ASC Niarry-Tally      | 3:0                   | Casa Sports                |
| 2017 | Mbour Petite-Côte FC  | 1:0                   | Stade de Mbour             |
| 2018 | Génération Foot       | 2:0                   | Renaissance de Dakar       |
| 2019 | Teungueth FC          | 1:0                   | US Gorée                   |
| 2020 | abgebrochen...        | abgebrochen...        | abgebrochen...             |
| 2021 | Casa Sports           | 1:0                   | Diambars FC                |
| 2022 | Casa Sports           | 3:0                   | Étoile Lusitana            |
| 2023 | ASC Diaraf            | 2:1                   | Stade de Mbour             |
| 2024 | Mbour Petite-Côte FC  | 1:0                   | Académie Les Férus de Foot |

## Rangliste
| Verein                    | Siege | Jahr(e)                                                                                        |
| ------------------------- | ----- | ---------------------------------------------------------------------------------------------- |
| ASC Diaraf (Foyer France) | 16    | 1967, 1968, 1970, 1973, 1975, 1982, 1983, 1985, 1991, 1993, 1994, 1995, 2008, 2009, 2013, 2023 |
| ASC Jeanne d’Arc          | 6     | 1962, 1969, 1974, 1980, 1984, 1987                                                             |
| AS Douanes                | 6     | 1986, 1997, 2002, 2003, 2004, 2005                                                             |
| US Gorée                  | 4     | 1965, 1972, 1992, 1996                                                                         |
| ASC Linguère              | 4     | 1971, 1988, 1990, 2007                                                                         |
| Casa Sports               | 4     | 1979, 2011, 2021, 2022                                                                         |
| AS Police                 | 3     | 1976, 1978, 1981                                                                               |
| Mbour Petite-Côte FC      | 3     | 2010, 2017, 2024                                                                               |
| US Ouakam                 | 3     | 1964, 1989, 2006                                                                               |
| Génération Foot           | 2     | 2015, 2018                                                                                     |
| Espoir de Saint-Louis     | 1     | 1961                                                                                           |
| ASC HLM                   | 1     | 2012                                                                                           |
| ASEC Ndiambour            | 1     | 1999                                                                                           |
| ASC Niarry-Tally          | 1     | 2016                                                                                           |
| AS Pikine                 | 1     | 2014                                                                                           |
| ASC Port Autonome         | 1     | 2000                                                                                           |
| US Rail                   | 1     | 1963                                                                                           |
| Saltigues Rufisque        | 1     | 1977                                                                                           |
| AS Saint-Louisienne       | 1     | 1966                                                                                           |
| SONACOS                   | 1     | 2001                                                                                           |
| Teungueth FC              | 1     | 2019                                                                                           |
| ASC Yeggo                 | 1     | 1998                                                                                           |